# 民主歌聲獻中華
民主歌聲獻中華（英語：Concert For Democracy In China）是香港市民為支持北京八九民運而舉辦的籌款活動，1989年5月27日在跑馬地馬場舉行，無綫電視翡翠台、亞洲電視本港台、香港電台第一台、香港商業電台商業一台聯合現場直播。

## 簡介
此次活動由黃霑、陳欣健、曾志偉與岑建勳主持，活動持續了長達12小時，共籌得1300萬港元善款，《成報》报道入場觀眾人數估計近百萬，《大公報》则报道说參與人数约为五十万。參與表演的歌手包括羅文、鄧麗君、梅艷芳、侯德健、沈殿霞、周華健、汪明荃、盧冠廷、鍾鎮濤、張明敏、夏韶聲、陳百強、張學友、黃凱芹、太極、Beyond、達明一派、李克勤、周慧敏、蔣志光、呂珊、郭小霖、Blue Jeans、Maria Cordero、王傑、蔡立兒、顏福偉等，劉德華、周潤發、譚詠麟、成奎安、李麗珍、錢小豪、張曼玉、郭秀雲、張國強亦通過現場大屏幕表示支持。
當年《民主歌聲獻中華》籌備時間不足一星期，但在「樂壇大姐大」梅艷芳的號召下，演藝界一呼百應。演唱會台前掛上一條「全港演藝界支持北京學運」紅字白底布條。
6月2日，支聯會赴京代表團團長李卓人把130萬港元捐款送到北京時被拘留，迫簽悔過書，3日後才獲釋，而部分參與大會之人士亦已各散東西，而款項被北京當局全數沒收。
由於年代久遠，對於政治立場有明顯轉變的香港名人，如曾蔭權，往往會被問及有沒有參加過當年的《民主歌聲獻中華》。在2006年6月初，有人表示當年曾親眼看見曾蔭權父子在跑馬地馬場出現，但曾蔭權透過行政長官辦公室表示當時只是到香港賽馬會會所吃飯，並指從來沒有參加過支聯會的活動，但事實上民主歌聲獻中華的主辦機構不是支聯會。教協亦参与協辦。2006年香港維園六四燭光晚會上，張超雄指證曾蔭權有參加民主歌聲獻中華。曾蔭權于2006年6月6日再向傳媒否認曾經參與民主歌聲獻中華活动。
翌年（1990年），羅大佑、岑建勳、梅艷芳、葉德嫻、盧冠廷、黃耀明等藝人，仍然有參與在其他海外地區，同樣以民主歌聲獻中華為名，為民運籌款的演唱活動。

## 主題曲
為自由
作曲：盧冠廷，填詞：唐書琛
原唱：太極、文佩玲、方曉虹、方麗盈、王靖雯、仙杜拉、古巨基、安德尊、成奎安、成龍、江欣燕、呂方、呂珊、余綺霞、吳江倫、吳香倫、吳夏萍、吳國敬、吳婉芳、李克勤、李珊珊、李健達、李潤雄、赤道、李龍基、吳潔梅、杜麗莎、杜德智、杜德偉、阮兆祥、林子祥、林志美、林姍姍、周美茵、周慧敏、周啟生、林敏驄、林楚麒、林憶蓮、佳音使團、城市旋律、威利、柏安妮、胡啟榮、胡渭康、風之Group、祖詩、倫永亮、容錦昌、徐小鳳、泰迪羅賓、浮世繪、草蜢、袁鳳瑛、袁麗麗、區瑞強、張立基、張明敏、張國榮、張學友、梁家輝、梁漢文、梅愛芳、梅艷芳、許志安、軟硬天師、郭小霖、陳山河、陳少偉、陳百強、陳佩珊、陳松伶、陳欣健、陳芳榮、陳思彤、陳家揚、陳德彰、陳慧嫻、陳潔靈、麥偉豪、麥潤壽、彭家麗、彭鏡光、惠天賜、曾路得、黃衍蒙、黃敏華、黃翊、黃凱芹、黃寶欣、黃耀光、楊國華、葉振棠、葉珮珩、葉蒨文、葉麗儀、路家敏、達明一派、夢劇院、瑪莉亞、甄妮、甄楚倩、蔡小英、蔡立兒、蔡國權、蔡楓華、蔡齡齡、黎明、黎明詩、劉天蘭、劉德華、歐陽德勛、蔣志光、鄭秀文、鄭敬基、鄭瑞芬、盧冠廷、盧敏儀、盧業瑂、霍達華、靜婷、戴蘊慧、鍾鎮濤、鄺美雲、顏福偉、魏綺清、羅文、譚詠麟、譚耀文、邊界、關正傑、關淑怡、蘇永康、Beyond、Blue Jeans、City Beat、Cocos、Douceurs Doux、Echo、Solo Wong

## 曲目
根據出场順序：
1. 群星（盧冠廷領唱）——《为自由》
2. 司仪：曾志伟、岑建勋、陈欣健、黃霑出场
3. 支联会代表李伟杰先生上台讲话
4. 罗文——《同途万里人》
5. 甄妮——《请把枪杆子放下》
6. 张明敏——《蒙尘的巨龙》
7. 成龙——《豪情》
8. 杜德智——《长年长月》
9. 黃寶欣——《I'm your friend, I'm your lover》
10. 胡渭康——《伴我启航》
11. 方晓虹——《我要活下去》
12. 梅艷芳——《四海一心》
13. 群星——《中華民國頌》
14. 叶振棠——《浮生六劫》
15. 張學友——《Cry》
16. 林敏聰——《中國》
17. 谭咏麟、元彪、周润发、刘德华、張國強、成奎安、张耀扬、黄光亮等人给现场打来电话表示支持
18. 现场大屏幕播放 崔健《一无所有》
19. 黄永玉国画拍卖
20. 林敏怡领唱，演藝界合唱——《自由之歌》
21. 区瑞强——《We shall overcome（英语：We shall overcome）》
22. Beyond——《大地》
23. 甄妮领唱，演藝界合唱——《龙的传人》
24. 龙剑笙、梅雪诗、尤声普、阮兆辉——《帝女花之香夭》
25. 蔡立兒——《憑着愛》
26. 许志安——《恋爱片段》
27. 何國星——《遥远的她》
28. 黃翊——《黄昏恋人》
29. 林楚麒——《这就是爱》
30. 采访侯德健、余绮霞
31. 亞視《十二點九新聞》
32. 羅文——《中國夢》
33. 盧冠廷——《快樂老實人》
34. 盧冠廷 劉天蘭——《陪著你走》
35. 董驃——《东方红》
36. 方麗盈——《衝線》
37. 黄日华 戚美珍客串司仪
38. 阮兆祥——《前程锦绣》
39. 关淑怡——《难得有情人》
40. 罗嘉良——《誓不低头》
41. 李克勤——《深深深》
42. 太極樂隊——《沉默風暴》
43. 魏綺清——《寻梦园》
44. 鍾鎮濤——《只要你欣賞》
45. 叶丽仪 陈洁灵——《千个太阳》
46. 乐蓓 胡渭康 客串司仪
47. 林利——《梦驼铃》
48. 陈思彤——《一样的天空》
49. 颜福伟——《昨日重现》
50. Citybeat——《Standing as one》
51. 瞿培英——《五月的笑容》
52. 吳潔梅——《無言者》
53. 齐秦 大屏幕支持
54. 風之Group——《我這樣過了一天》
55. 余剑明——《愿望》
56. 甄楚倩——《深夜港湾》
57. 群星——《明天会更好》
58. 苏永康——《失眠》
59. 仙杜拉（Sandra）——《Only You》
60. 祖·尊尼亞（Joe Junior）——电影《夺标》主题曲 《My Way》
61. 伦永亮——《The Greatest Love of All》
62. 沈殿霞和两岁的女儿郑欣宜
63. 鄧麗君——《我的家在山的那一邊》
64. 长途电话采访叶德娴
65. 玛俐亚（Maria Cordero）——《友誼之光》
66. 譚耀文——《为你解闷》
67. 岳华、朱江、吴宇森 上台呼吁
68. 岳华——《毕业歌》
69. 周慧敏——《創造未來》
70. 文佩玲——《知音千个》
71. 麦德和——《步步为正义》
72. 蔡国权——《冲破万重浪》
73. 蔣志光、黄耀光、盧冠廷等群星合唱——《為自由》
74. 吴国敬——《玩火》
75. Echo——《戰場》
76. 達明一派——《禁色》
77. 侯德健——《龍的傳人》
78. 叶丽仪——《That's What Friends Are For》
79. 黃凱芹——《青葱歲月》
80. 吳婉芳、莫少聰——《無言的結局》
81. 群星——《The Greatest Love of All》
82. 徐小明——《大俠霍元甲》
83. 刘德华、张曼玉、钱小豪、周润发、成奎安、谭咏麟、郭秀雲、李麗珍、巩俐、張國強10人 大屏幕支持
84. 張學友——《傲骨》
85. 梅爱芳——《軟禁》
86. 陳德彰——《人海中我是誰》（Raidas時期作品）
87. 郑敬基——《生命线》
88. 余綺霞 上台呼吁
89. 长途电话采访黄淑仪、余文诗
90. 崔萍、张露、静婷、高小红、娃娃、潘迪华、舒雅颂——《博爱》、《前程万里》
91. 周華健——《明天會更好》
92. 赤道樂隊——《隱藏的太陽》
93. 草蜢——《烈火快车》
94. 蔡齡齡——《但願》
95. 呂珊——《酒干倘賣無》
96. 黄衍濛——《三百六十五里路》
97. 汪明荃——《勇敢的中國人》
98. 黃敏華——《挑戰》
99. 周启生——《Imagine》
100. 郭小霖——《梦中见》
101. 边界乐队——《洗禮》
102. 吕方——《我是中国人》
103. 無綫《六點半新聞報道》
104. 70多位艺进同学会成员
105. 陈奕诗上台鼓舞
106. 盧冠廷暨香港歌星——《為自由》
107. 群星——《勇敢的中国人》
108. 張明敏——《我的中國心》
109. 支联会主席司徒华先生上台呼吁
110. 陈美龄——《Sing A Song Of Freedom》
111. 麦伟豪——《光辉的脚印》
112. 张立基——《今夜你是否一人》
113. Cocos乐队——《Circle Game》
114. 江欣燕——《原野的风》
115. 李健达——《也许不易》
116. 鄺美雲——《堆積情感》
117. 軟硬天師——《小李飛刀》
118. 藝進同學會（吴孟达、林琳等）——《大俠霍元甲》
119. 藍戰士——《豈有此理》
120. 葉蒨文——《祝福》
121. 王傑——《一無所有》
122. 夏韶聲——《追究》
123. 夏韶聲——《媽媽我沒有做錯》
124. 浮世绘——《tell me more》
125. 杜丽莎——《过客》
126. 香港小姐、亞洲小姐（邝美云、赵雅芝等）合唱——《友谊之光》
127. 杜德伟——《永远作伴》
128. 苏珊——《今宵请你留》
129. 蔡枫华——《一代人》
130. 林憶蓮——《東方西方》
131. 陳百強——《一生何求》
132. 关正杰——《星》
133. 群星——《勇敢的中国人》
134. 奚秀兰——《爱的真谛》
135. 薰妮——《故乡的雨》
136. 張明敏——《我是中國人》
137. 区耀国——《傲骨》
138. 香港民主同盟主席、支联会代表李柱铭先生上台呼吁
139. 成龙领唱，演藝界合唱——《朋友》
140. 香港演藝界合唱——《為自由》（結束曲）

## 電視播映
是次直播為無綫電視與亞洲電視少數共同製作的大型馬拉松式現場直播節目，當日翡翠台與本港台在早上十時開始直播。無綫在13:00-13:15及18:30-19:45分別因播出新聞及特備節目《戒嚴第八天》中斷直播：亞視則在12:45-13:00及18:15-18:45期間播放新聞而暫停轉播。活動期間，為讓現場觀眾得知學運最新消息，大會先後在中午及傍晚安排播放亞視《十二點九新聞》和無綫《六點半新聞報道》。

## 参見
- 六四歌曲
- 维园六四烛光晚会
- 六四事件

## 外部連結
- Youtube上的民主歌聲獻中華
- 民主歌声献中华在Flickr上的页面
- 泛华网:《民主歌声献中华》完整版12小时电驴下载地址 （页面存档备份，存于）